# Vegetarianismo
Vegetarianismo ou vegetarismo é um regime alimentar baseado no consumo de alimentos de origem vegetal. Define-se como a prática de não comer qualquer tipo de animal, com ou sem uso de laticínios e ovos.
O vegetarianismo pode ser adotado por diferentes razões. Uma das principais é o respeito à vida dos animais. Tal motivação ética foi codificada em várias crenças religiosas juntamente com os direitos dos animais. Outras motivações estão relacionadas com a saúde, o meio ambiente, a estética e a economia.
Existe uma grande variação de dietas vegetarianas em relação aos produtos que são ou não consumidos. A forma mais popular de vegetarianismo é o ovolactovegetarianismo, que exclui todos os tipos de carnes, mas inclui ovos, leite e laticínios. Há também o lactovegetarianismo, que exclui todos os tipos de carne e também o ovo, mas são consumidos leite e seus derivados. Outra forma de dieta vegetariana é o vegetarianismo estrito: neste, são excluídos todos os produtos de origem animal, como ovos, laticínios e mel. O vegetarianismo estrito é frequentemente confundido com o veganismo, porém o veganismo não é uma dieta e sim um estilo de vida que as pessoas optam por seguir.

## Etimologia
Embora algumas fontes sugiram que a palavra deriva do Latim vegetus (que significa "vigoroso"), não existem quaisquer provas que suportem essa teoria. A confusão parece resultar de uma passagem de um livro escrito em 1906 em que o autor analisa a palavra de um ponto de vista etimológico, para concluir que a mesma não deriva directamente do Latim. Na verdade, o termo já estava em uso desde 1840, e o dicionário de Inglês Oxford, entre outros, refere que a palavra foi formada a partir de "vegetable" (vegetal) e do sufixo "-arian". A palavra terá entrado no vocabulário geral devido à criação da Vegetarian Society, em Ramsgate, em 1847.
A versão mais curta ("vegetarismo") é derivada do termo francês végétarisme.

## Formas de vegetarianismo
Há principalmente cinco formas de dietas vegetarianas, classificadas de acordo com os tipos de alimentos que são consumidos:
| Nome da dieta              | Carne vermelha e suína | Carne branca | Ovos | Laticínios | Mel |
| -------------------------- | ---------------------- | ------------ | ---- | ---------- | --- |
| Ovolactovegetarianismo     | Não                    | Não          | Sim  | Sim        | Sim |
| Lactovegetarianismo        | Não                    | Não          | Não  | Sim        | Sim |
| Ovovegetarianismo          | Não                    | Não          | Sim  | Não        | Sim |
| Vegetarianismo semiestrito | Não                    | Não          | Não  | Não        | Sim |
| Vegetarianismo estrito     | Não                    | Não          | Não  | Não        | Não |

### Ovolactovegetarianismo
Dieta composta por alimentos de origem vegetal, ovos, leite e derivados deles. Nesta dieta há apenas a exclusão de qualquer tipo de carne da alimentação.

### Lactovegetarianismo
Dieta composta por alimentos de origem vegetal, leite e seus derivados. Os que a seguem não comem ovos nem qualquer tipo de carne. Essa é a dieta tradicional da população indiana.

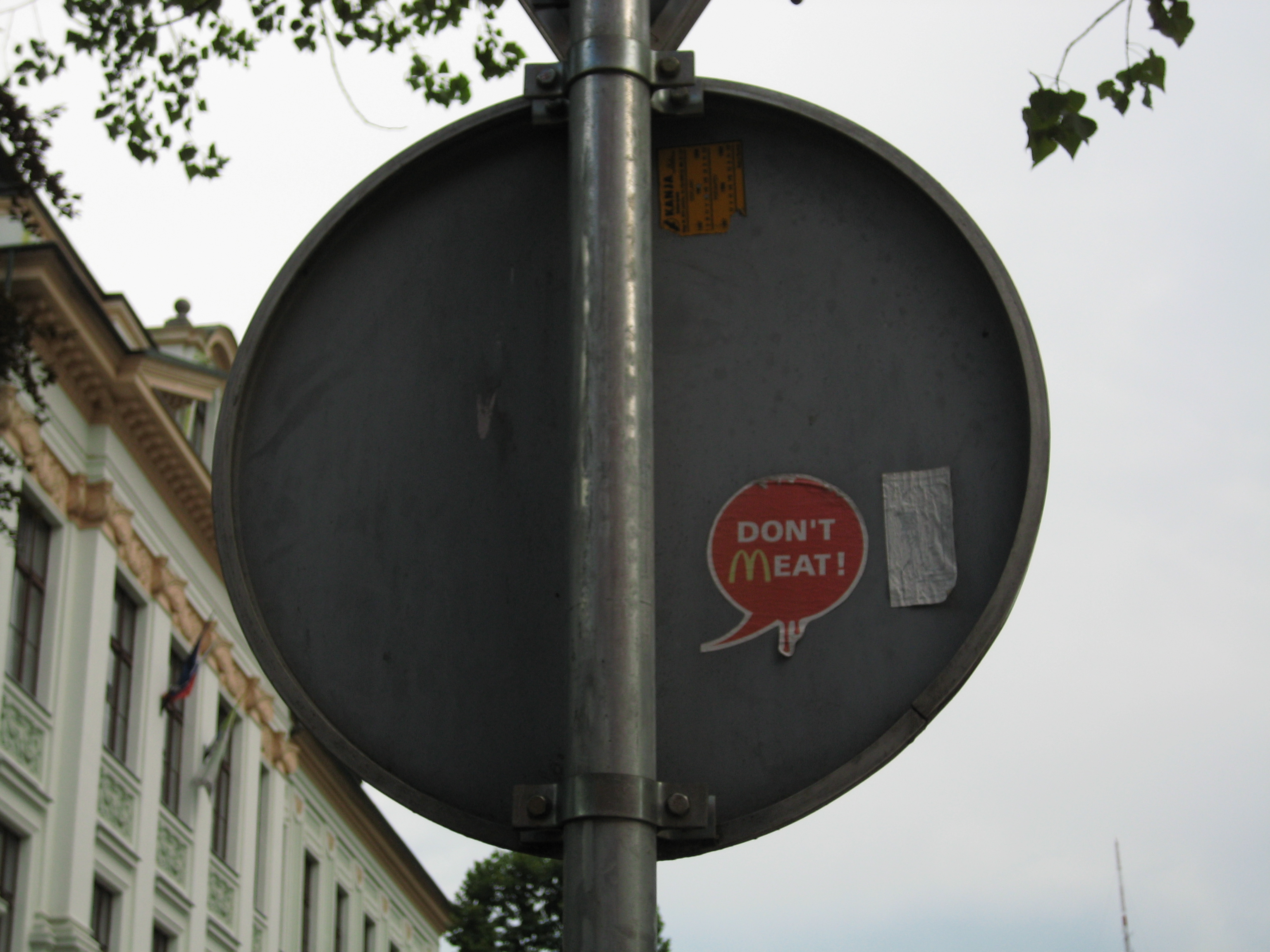
Adesivo com a frase "don't meat!" (traduzido do inglês, "não coma carne!") em rua de Barcelona. A letra "M" da palavra "meat" faz referência ao logotipo do McDonald's.

### Ovovegetarianismo
Dieta composta apenas por alimentos de origem vegetal e ovos, havendo a exclusão dos produtos lácteos e seus derivados e de carne.

### Vegetarianismo semiestrito
Dieta que exclui quase todos os alimentos de origem animal, abrangendo o mel.

### Vegetarianismo estrito
Também chamado de vegetarianismo verdadeiro, é uma dieta que exclui todos os produtos de origem animal. Vegetarianos estritos não comem, assim, qualquer tipo de carne, ovos, laticínios, mel etc., retirando, da dieta, todos os produtos de origem animal. Essa forma de dieta é frequentemente confundida com o veganismo, mas, embora veganos sejam vegetarianos estritos, não são a mesma coisa:
| “ | Apesar de [nutricionalmente] classificarmos os 'vegetarianos verdadeiros' apenas pela alimentação, existe uma diferença entre o vegano e o vegetariano estrito. Geralmente o vegano também não utiliza produtos não alimentícios provenientes de animais, como lã, couro, seda e pele. Quando falamos em termos [exclusivamente] nutricionais, não faz diferença essa classificação. | ” |

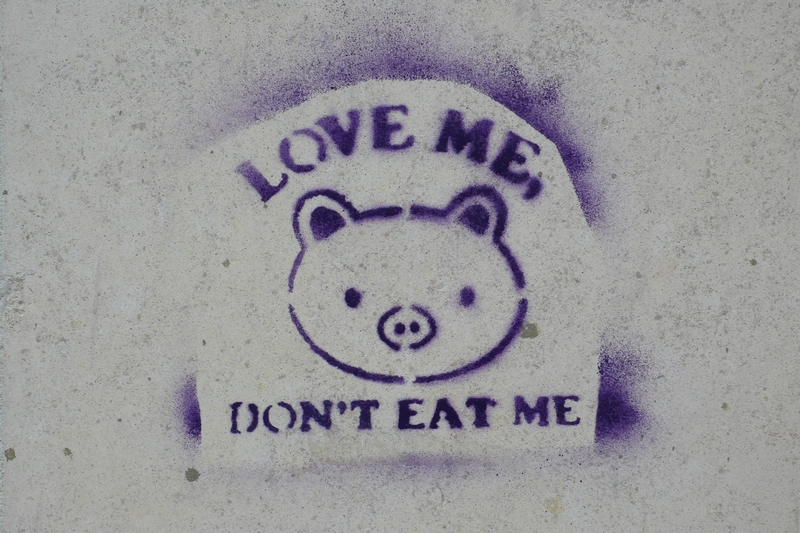
Pintura pró-vegetarianismo em rua de Le Mans (traduzida do inglês, "ame-me, não me coma").

Enquanto o vegetarianismo estrito é apenas um regime alimentar, veganismo é respeito aos direitos animais, sendo um estilo de vida (circo com animais, rodeios, produtos testados em animais, e qualquer outra forma de exploração animal é boicotada pelos veganos). Existem também outras dietas semelhantes como o crudivorismo e o frugivorismo.

## Confusão de termos
"Vegetarianismo" é uma palavra ambígua, ou seja, que tem mais de um sentido. No sentido de gênero, fala abrangendo todas as formas de vegetarianismo. No sentido de espécie, designa o verdadeiro sentido da palavra, o vegetarianismo estrito (que não consome nenhum produto de origem animal).
Nisso, fazem-se diversas confusões. As mais comuns são: simplificar o ovolactovegetarianismo por vegetarianismo; e confundir vegetarianismo estrito com veganismo. Devido a isso, se emprega o termo "dieta vegana" para indicar a dieta vegetariana estrita. Veganismo não é dieta alimentar, vegetarianismo sim, já é uma dieta alimentar. O correto é sempre "dieta vegetariana". Ao referir-se a alguém que não se alimenta com nenhum produto de origem animal, usa-se o termo "dieta vegetariana estrita".

Símbolos de alimentos vegetarianos e não vegetarianos

## Origem e história do vegetarianismo
O vegetarianismo tem sua origem na tradição filosófica indiana, que chega ao Ocidente na doutrina pitagórica. Nas raízes indianas e pitagóricas do vegetarianismo, são ligadas a noção de pureza e contaminação, não correspondendo com a visão de respeito aos animais. O nascimento de uma sensibilidade em relação aos animais, que condena o consumo de animais por motivos morais ou solidários, é muito recente na história da humanidade e surge a partir do século XIX em alguns países da Europa. O vegetarianismo ético, que visa o respeito pela vida animal teve origem na Antiguidade, sendo que ao longo da História da humanidade, inúmeros autores têm vindo a criticar e questionar consumo de carne com base nesse aspecto. Por exemplo:  Mahavira, Asoka, Pitágoras, Empédocles, Plutarco, Porfírio, Ovídio, São Ricardo de Wyche, Leonardo da Vinci, John Ray, Thomas Tryon, Bernard Mandeville, Alexander Pope, Isaac Newton, Voltaire, George Cheyne, David Hartley, Oliver Goldsmith, Joseph Ritson, Lewis Gompertz, Ellen White, Johnny Appleseed, Percy Bysshe Shelley, Alphonse de Lamartine, Amos Bronson Alcott, William Alcott, Gustav Struve, Georg Friedrich Daumer, Richard Wagner, Liev Tolstoi,George Bernard Shaw, Romain Rolland, Élisée Reclus, Mahatma Gandhi, Franz Kafka, Isaac Bashevis Singer, Albert Einstein, entre muitos outros.

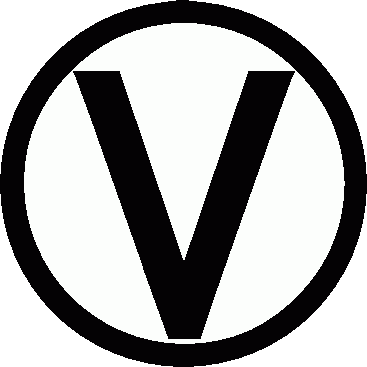
Um dos símbolos do vegetarianismo

Este facto é demonstrado por autores como Howard Williams, Rod Preece, Norm Phelps, Walter e Portmess e Rynn Berry.
Uma das passagens mais antigas a favor de um vegetarianismo ético surgiu quando Ovídio, nas Metamorfoses, pôs, na boca de Pitágoras, estas palavras:
| “ | Que crime horrível lançar em nossas entranhas as entranhas de seres animados, nutrir na sua substancia e no seu sangue o nosso corpo! para conservar a vida a um animal, porventura é mister que morra um outro? Porventura é mister que em meio de tantos bens que a melhor das mães, a terra, dá aos homens com tamanha profusão, prodigamente, se tenha ainda de recorrer à morte para o sustento, como fizeram ciclopes, e que só degolando animais seja possível cevar a nossa fome? [...] É desumanidade não nos comovermos com a morte do cabrito, cujos gritos tanto se assemelham aos das crianças, e comermos as aves a que tantas vezes demos de comer. Ah! quão pouco dista dum enorme crime! | ” |

Este trecho de Ovídio reflecte os ensinamentos dos pitagóricos no primeiro século.
Já na Era Cristã, São João Crisóstomo escreveu que a alimentação carnívora é uma luxúria e que o Homem, ao comer carne, é pior que os animais selvagens, que só têm essa forma de se alimentarem. No Renascimento, os ensaios de Michel de Montaigne evidenciam bastante sensibilidade para com os animais. Exemplo disso é a seguinte passagem: "Nunca pude ver sem constrangimento perseguir e matar inocentes animais, quase sempre indefesos, e dos quais nunca o homem recebeu a mais pequena ofensa." Ou ainda: "Para algumas mães, é um passatempo ver o filho torcer o pescoço a um frango, bater ou magoar um cão ou um gato [...] isso são meios, sementes e raízes da crueldade, tirania e traição."
Poucos anos depois, Bernard Mandeville foi um dos muitos autores que criticaram o consumo de carne com base nos motivos éticos: "Eu não posso compreender com um homem, que não está inteiramente endurecido e habituado à vista do sangue e do massacre, possa assistir sem remorso ao massacre de animais como o boi e o carneiro, nos quais o coração, o cérebro, os nervos, diferem tão pouco dos nossos, e cujos órgãos dos sentidos, e por consequência do coração, são os mesmos que no ser humano." Por sua vez, já no século XIX, Lamartine estava convencido de que "matar os animais para nos sustentarmos com a sua carne e o seu sangue é uma das mais deploráveis e das mais vergonhosas enfermidades da condição humana."

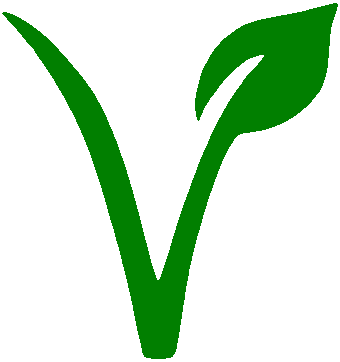
Outro dos símbolos do vegetarianismo

A britânica Anna Kingsford é considerada a mãe do vegetarianismo no Ocidente. Depois de seis anos de estudo, conquistou diploma em Paris (1880), quando pôde, então, exercer a advocacia pelos animais com maior autoridade. A sua tese final, L'Alimentation Végétale de l'Homme ("A alimentação Vegetal Humana"), foi uma das obras fundamentais sobre os benefícios do vegetarianismo, tendo sido publicada com o título em inglês The Perfect Way in Diet (1881). Fundou a Food Reform Society nesse ano e viajou à Europa para divulgar a dieta do vegetarianismo na Inglaterra; e a Paris, Gênova e Lausanne para falar do uso de animais em experimentos científicos.

## Vegetarianismo e nutrição
Dietas vegetarianas normalmente são ricas em proteína, carboidratos, fibras dietéticas, magnésio, potássio, folato, antioxidantes (como vitaminas C e E) e fitoquímicos, além de apresentarem baixa ingestão de gordura saturada e colesterol, fornecendo diversos benefícios nutricionais. Por outro lado, dietas vegetarianas podem apresentar menor ingestão de vitamina B12, vitamina D, cálcio, selênio, iodo, ferro, zinco o que pode causar efeitos negativos sobre o organismo.

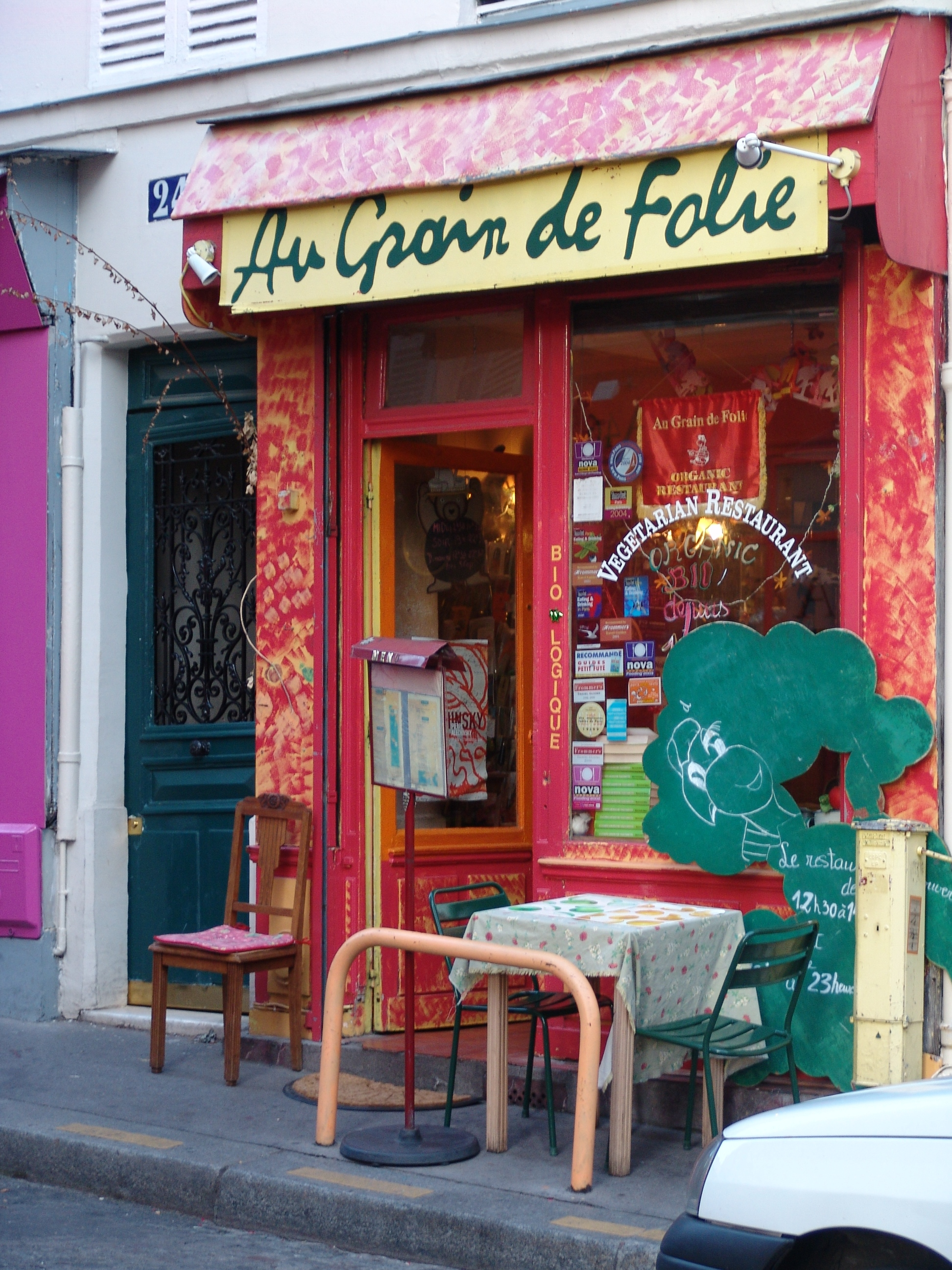
Restaurante vegetariano em Paris

Os vegetarianos devem ter maior atenção no que diz respeito à ingestão de vitamina B12, cálcio, zinco e ferro, alguns vegetarianos estritos advogam a necessidade de suplementação desses nutrientes para sua dieta, sendo importante realizar exames de sangue periodicamente. Vegetarianos estritos normalmente apresentam menores ingestões de cálcio, zinco, vitamina B12 e vitamina D quando comparados com ovolactovegetarianos.
Uma alimentação vegetariana adequada pode ser capaz de atender às necessidades nutricionais do organismo, mas é importante consultar um nutricionista para garantir a adequada combinação dos alimentos e não aumentar o risco à saúde por inadequação alimentar.
A posição da American Dietetic Association (ADA, algo como Associação Norte-americana de Nutrição) é de que "dietas vegetarianas planejadas de forma apropriada são saudáveis, adequadas nutricionalmente e promovem benefícios na prevenção e no tratamento de certas doenças", como: Melhora da composição corporal em indivíduos com sobrepeso, melhora da resistência à insulina, redução de HbA1c (hemoglobina glicada), menor risco de doenças cardiovasculares, redução do estresse oxidativo e inflamatório, menor incidência e risco de câncer, melhora da microbiota intestinal em consequência ao aumento das fibras, micronutrientes, fitoquímicos e antioxidantes. Entre as vantagens nutricionais de uma dieta vegetariana, incluem-se os menores níveis de gorduras saturadas, colesterol e proteína animal, bem como maiores níveis de carboidratos, fibras, magnésio, potássio, ácido fólico e antioxidantes como vitaminas C e E.

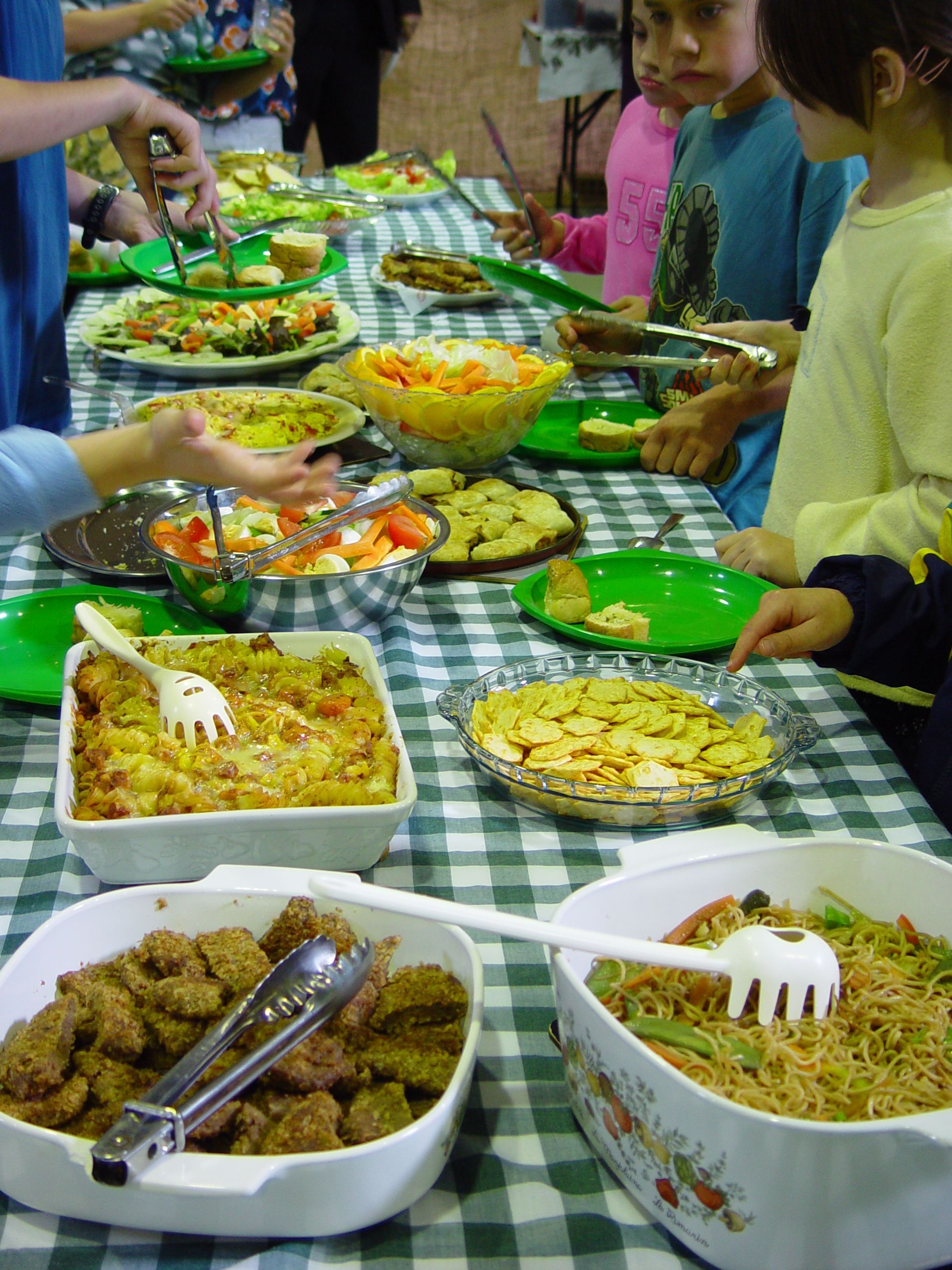
Bufê vegetariano

A Deutsche Gesellschaft für Ernährung e.V. (DGE, Sociedade Alemã de Nutrição) mantém posição mais conservadora: "a alimentação (ovo)lactovegetariana pode ser apropriada. Para crianças, especial precaução na escolha dos alimentos deve ser tomada." Afirma também que "a dieta vegetariana estrita não é recomendável para nenhuma faixa etária, devido a seus riscos [de falta de alguns nutrientes]. A DGE desrecomenda-a dessa forma a bebês, crianças e adolescentes."
Uma professora chamada Lindsay Allen disse que a dieta vegetariana estrita pode ser prejudicial para crianças. No entanto, um relatório mencionava que o estudo desta médica era parcialmente financiado pela National Cattlesmen’s Beff Association. Paul McCartney, vegetariano desde a década de 1970, declarou que o estudo foi manipulado pelos criadores de gado que viram as vendas a cair e acrescentou que os seus filhos são saudáveis tendo sido criados como vegetarianos.
Por sua vez, Associação Dietética Americana declarou que os regimes vegetarianos, desde que bem planeados, são apropriados para todas as fases da vida, incluindo gravidez, lactação, primeira infância e adolescência, referindo também que os vegetarianos têm níveis mais baixos de doenças cardiovasculares, diabetes tipo 2, hipertensão e cancros da próstata e do cólon.
A experiencia prova que as crianças vegetarianas são tão saudáveis como as não vegetarianas. Para citar um exemplo conhecido, a cantora Joss Stone, é vegetariana desde nascença.
O doutor José Lyon de Castro (1890-1988) escreveu que é possível viver com saúde sem comer carne ou peixe, como atestam numerosos homens de ciência e o testemunho de milhões de vegetarianos em todo o mundo. Os cuidados mais importantes ao se tomar quando se adota uma dieta vegetariana dizem respeito à vitamina B12, ao cálcio e aos ácidos graxos ômega 3. Por outro lado, vegetais podem facilmente suprir as necessidades humanas de proteína. Um vegetariano norte-americano consome, em média, 150% da quantidade diária recomendada.

### Macronutrientes na dieta vegetariana
De acordo com o Guia Alimentar de dietas vegetarianas para adultos, a substituição de alimentos de origem animal pelos de origem vegetal costuma alterar a proporção de macronutrientes da dieta, mas ela se mantém dentro das proporções sugeridas pelas DRIs (Dietary Reference Intakes) nos estudos populacionais que quantificaram essa ingestão. O profissional nutricionista, com o conhecimento do teor de macronutrientes dos alimentos, deve auxiliar o paciente a escolhê-los e a fazer modificações para ajustar as necessidades diante de condições clínicas específicas.
| Macronutrientes | Porcentagem de ingestão calórica recomendada |
| --------------- | -------------------------------------------- |
| Carboidratos    | 45 a 65%                                     |
| Gorduras        | 25 a 35%                                     |
| Proteínas       | 10 a 30%                                     |

A proteína costuma ser utilizada na quantidade de 10% a 15% do volume calórico total (VCT) e, em alguns casos, chega a 20%. O valor máximo de 35% estabelecido pelas DRIs foi o que sobrou para completar os 100% após o cálculo de carboidratos e lipídios para diferentes grupos e idades.
Carboidratos: A adoção da dieta vegetariana não leva à ingestão excessiva de carboidratos, porém ricas em carboidratos, mas também em fibras, dependendo da necessidade de carboidrato, optar pelo consumo de alimentos com menor teor de fibras (pessoas que precisam de um grande consumo de carboidratos), como arroz branco e macarrão. Apesar de alguns estudos demonstrarem que os vegetarianos ingerem mais carboidratos do que os onívoros, a quantidade ingerida por vegetarianos não ultrapassa a recomendação de até 65% do VCT. A forma de elaborar a dieta vegetariana permite aumentar ou reduzir a ingestão de carboidratos, o teor de carboidratos, assim como dos demais macronutrientes, pode ser alterado conforme a escolha alimentar e objetivos clínicos da prescrição nutricional.
Gorduras: A adoção da dieta vegetariana tende a modificar a quantidade e o tipo de lipídio ingerido. Em estudos populacionais, os vegetarianos demonstram ingestão de gordura entre 23% a 34% do VCT. Segundo esses mesmos estudos, os onívoros ingerem gorduras entre 30,7% a 36% do VCT.   Dietas vegetarianas são baixas em gordura total e gordura saturada, e alta em ômega-6 quando comparadas à dietas onívoras, combinar fontes de alimentos integrais de ALA (sementes de linhaça, nozes e sementes de chia) e suplementar DHA com óleo de microalgas pode otimizar a ingestão de ácidos graxos 3 de um vegetariano, Prestar atenção à quantidade e qualidade da gordura consumida (porque muitos confundem mas dieta vegetariana, seja ela estrita ou não, não é sinônimo de dieta saudável). Alimentos vegetais ricos em gordura: abacate, sementes, oleaginosas (nozes, castanhas, amêndoas, etc) amendoim, azeites e óleos vegetais.
Proteínas: Em diversos estudos, a ingestão de proteínas fica entre 12% a 13,8% do VCT em ovolactovegetarianos e vegetarianos estritos. Nos mesmos estudos, a população onívora ingeria 14,8% a 16,3% do VCT. Dessa forma, apesar de ingerir menos proteína do que a onívora, a população vegetariana ingere mais do que o necessário e não corre risco de desnutrição proteica. Como a elaboração do cardápio saudável inclui proteínas na quantidade de 10 a 15% dos VCT, nos estudos populacionais a dieta vegetariana tende a ser mais apropriada do que a onívora para manter as proporções sugeridas pelas DRI. A otimização da ingestão de proteínas para pessoas vegetarianas requer que se preste atenção à quantidade e qualidade da proteína consumida. Proteínas vegetais podem ter menor digestibilidade (50-80%) devido a parede celular dos vegetais e fatores antinutricionais: inibidores de enzimas digestivas (inibidores de tripsina), taninos, fitatos, glicosinolatos, isotiocianatos. Inibidores de enzimas podem ser inativados por tratamento térmico e fatores antinutricionais, como o fitato, reduzidos com a técnica do remolho das leguminosa (técnica do remolho: deixar de molho a leguminosa e ir trocando a água). Ao contrário das fontes animais, as proteínas vegetais possuem baixo escore de AA essenciais de cadeia ramificada (BCAA), exemplos comuns de AA limitantes em proteínas vegetais: lisina, metionina, isoleucina, treonina e triptofano, proteínas vegetais de maior qualidade: soja, amaranto, quinoa. Necessidade de variar a alimentação, p. ex: misturar arroz (pobre em lisina e rico em metionina) com feijão (pobre em metionina e rico em lisina), que inclusive um dos mitos a serem quebrados sobre as proteínas vegetais serem incompletas é justamente esse, de alguns alimentos apresentarem um baixo teor de um ou mais aminoácidos específicos, porém a sua combinação (como dito o arroz e feijão anteriormente) favorece todos os aminoácidos em ótimas quantidades.

### Cuidados necessários
Os cuidados mais importantes a se tomar em uma dieta vegetariana dizem respeito à vitamina B12, ao cálcio e aos ácidos graxos ômega 3. Os dois primeiros devem ser considerados com especial atenção por vegetarianos estritos; o terceiro deveria ser uma preocupação de todos, inclusive não vegetarianos. Além da possível deficiência de algumas vitaminas, o vegetariano também deve se ater às substâncias biológicas, por vezes tóxicas, que funcionam como mecanismo de defesa da planta, uma vez que elas são fisicamente impossibilitadas de fugir de seus predadores, como o ácido fítico e as lecitinas.

#### Vitamina A
A vitamina A é uma vitamina solúvel em gordura que tem papel fundamental na visão, saúde reprodutiva, sistema imunológico e no crescimento. É encontrada apenas em alimentos de origem animal, alimentos de origem vegetal contém betacaroteno, que é um carotenoide também chamado de pró-vitamina A, pois pode ser convertido em vitamina A pelo organismo. Contudo, estudos indicam que boa parte da população mundial possui deficiência genética nessa conversão, não a realizando de forma satisfatória. Vegetarianos podem necessitar de suplementação.

#### Vitamina B12
A vitamina B12, ou “cobalamina" (Cbl), é uma vitamina sintetizada por bactérias que tem importante papel na nutrição humana, sendo recomendada a ingestão de 2,4μg/dia para adultos (respectivamente 2,6 e 2,8μg/dia para gestantes e lactantes) e sua deficiência pode causar problemas neurológicos e anemia. A deficiência de Cbl pode ocorrer devido a problemas na absorção ou por ingestão insuficiente, que é o caso de pessoas vegetarianas. Isso porque essa vitamina é, majoritariamente, encontrada de forma biodisponível e abundante em alimentos de origem animal, como carnes, leite, derivados e ovos e raramente encontrada em quantidades significativas em alimentos vegetais. Além disso, certos processamentos de alimentos podem reduzir 40% ou mais da quantidade de Cbl presente, como por exemplo a pasteurização. Por isso, uma dieta vegetariana desbalanceada pode facilmente desencadear uma deficiência de vitamina B12.
Alguns alimentos com tempeh ou outros fermentados e certas algas podem ter uma boa concentração de vitamina B12 na composição, porém é raro atingir o consumo ideal diário através deles. O mesmo se aplica em alimentos fortificados com Cbl, como a levedura nutricional. Sendo assim, para garantir a ingestão adequada e a absorção necessária de Cbl em vegetarianos, é indicado o uso de suplementos específicos de vitamina B12. O uso de suplementos multivitamínicos não é indicado no caso da Cbl, pois ela pode ser degradada pela vitamina c ou se ligar a outras substâncias, o que impediria sua ligação aos transportadores necessários durante seu processo de absorção pelo organismo. Assim, a suplementação é uma eficaz ferramenta contra a deficiência de vitamina B12, quando realizada em doses e frequência ideais e associada à uma dieta balanceada.

#### Vitamina D
Embora encontrada apenas em frutos do mar, a vitamina D tem uma característica única; o corpo a fabrica uma vez que é exposto aos raios do sol. A deficiência de vitamina D inibe a absorção de cálcio pelo organismo, tal falta de cálcio pode fazer com que o organismo "roube" cálcio dos ossos. Embora aparentemente prática de suprir as necessidades diárias de vitamina D, posto que basta apenas se expor ao sol, a deficiência dessa vitamina é bem comum. Para quem não come frutos do mar, é recomendado a exposição solar por alguns minutos ou suplementação com óleo de peixe ou, para os vegetarianos estritos, sintéticas.

#### Vitamina K2
Vitamina K2, e suas subdivisões MK-4 e MK-7, é uma vitamina pouco mencionada nos debates mainstream sobre dietas e vegetarianismo, contudo é uma vitamina essencial para a saúde cardiovascular e dos ossos, pois juntamente com a vitamina D, é essencial no combate à osteoporose, além de prevenir a calcificação coronária. A vitamina K2 é a principal responsável pela absorção do cálcio pelo corpo e para dar o destino certo ao mineral, direcionando-o aos ossos e dentes e evitando que vá para as artérias. Ao dar o destino certo para o cálcio no organismo, a vitamina K2 reduz significativamente o risco de doenças coronárias, consoante estudo realizado com mais de 16 mil mulheres. Em um outro estudo, realizado com 244 mulheres em fase pós-menopausa, concluiu-se que a vitamina K2 pode auxiliar na prevenção à deterioração dos ossos, evitando assim doenças como a osteoporose. Por ser outra vitamina proveniente apenas de alimentos de origem animal, a suplementação pode ser recomendada.

#### Ômega 3

##### DHA
O ácido docosa-hexaenoico, ou DHA, é um ácido graxo do tipo ômega 3, encontrado em peixes de água fria, mais precisamente, em fluidos no interior de suas células, facilitando assim a absorção pelo organismo. O DHA é uma substância importante para o bom funcionamento das funções cerebrais. Uma opção para vegetarianos é a alga marinha do qual os peixes se alimentam, contudo a conversão, no organismo, do ácido alfalinolênico, ou ALA, (encontrado na alga), não se dá de maneira satisfatória quanto o DHA encontrado nos peixes. Suplementação pode ser necessária.

##### EPA
O Ácido eicosapentaenoico, ou EPA, é um ácido graxo do tipo ômega 3, encontrado em peixes de água fria e auxilia no combate à inflamação do organismo e na redução dos sintomas da depressão. Suplementação pode ser necessária.

#### Ácido fítico
Ácido fítico, ou fitato, é uma substância encontrada exclusivamente em alimentos de origem vegetal, especialmente em altos níveis em grãos e alimentos fontes de proteína vegetal. Sua ingestão pode inibir a absorção de minerais como cálcio, zinco, manganês e, sobretudo, ferro, que tem sua biodisponibilidade seriamente comprometida. A inibição ocorre mesmo em alimentos que são genética e/ou artificialmente fortificados com ferro. Para reduzir o nível de ácido fítico do alimento e, consequentemente, aumentar a biodisponibilidade do ferro nele encontrado, uma alternativa é deixar o alimento de molho por, pelo menos, quatro horas ou fermentá-lo.

#### Oxalato de cálcio
O ácido oxálico, ou oxalato, é um antinutriente encontrado em grande concentração em folhas vegetais de cor verde escura, assim, o grande consumo de vegetais significa uma alta ingestão de oxalato e o que poderá levar a uma baixa absorção de cálcio, além do risco de pedras no rins. Deixar vegetais de molho e cozinhá-los, pode reduzir a quantidade de oxalato neles presente.

#### Glúten
O glúten é uma proteína vegetal encontrada em abundância em grãos e sementes. O sistema digestivo é impossibilitado de quebrar a chamada toxicidade celíaca encontrada na gliadina, uma das substâncias principais do glúten. Tal impossibilidade, pode levar à sensibilidade, alergias e até ao desenvolvimento da doença celíaca, que é uma doença autoimune. Nem fermentação, cozimento ou qualquer outro meio podem quebrar ou reduzir a gliadina em um alimento, sendo assim, àqueles que possuem maior sensibilidade ao glúten, recomenda-se evitar os alimentos que o contém em sua constituição.

#### Lecitina
A lecitina é um tipo de proteína resistente ao processo digestivo, o que pode levar à deficiência nutricional e problemas intestinais. As reações à lecitina são tão fortes que o organismo precisa criar anticorpos para combatê-las. Para reduzir as lecitinas de determinado alimento, recomenda-se fermentá-lo.

#### Grãos transgênicos
Os organismos geneticamente modificados, ou transgênicos, são produtos de cruzamentos realizados de maneira artificial em laboratórios que não ocorreriam naturalmente. Uma das ressalvas a se ter com os transgênicos, é que os mesmos são resistentes a agrotóxicos, assim o uso contínuo de sementes transgênicas leva à resistência de ervas daninhas e insetos, o que por sua vez leva o agricultor a aumentar a dose de agrotóxicos ano a ano, além da questão da biodiversidade, uma vez que a semente orgânica é "contaminada" pela transgênica. No que tange à saúde humana, entre alguns riscos possíveis, mas não comprovados, estão o aumento das alergias; aumento de resistência aos antibióticos; aumentos das substâncias tóxicas; maior quantidade de resíduos de agrotóxicos.

### Cogumelos
Os cogumelos Shimeji e Shitake, além de grande fonte de proteína e baixa caloria, são ricos em vitamina B12.
Uma ingestão apropriada de vitamina B12 também pode ser garantida de uma das seguintes formas:

#### Cálcio
| Alimento                               | Porção                     |
| Leite ou iogurte                       | 1/2 copo (125 mL)          |
| Leite de soja enriquecido com cálcio   | 1/2 copo (125 mL)          |
| Queijo                                 | 20g                        |
| Tahini                                 | 2 colheres de sopa (30 mL) |
| Brócolis, folhas de mostarda (cozidos) | 1 copo (250 mL)            |
| Brócolis, folhas de mostarda (crus)    | 2 copos (500 mL)           |

Um vegetariano estrito norte-americano consome em média 627 mg de cálcio por dia. Esse valor está abaixo da recomendação brasileira de 1000 mg diários. Dada a pequena oferta de alimentos enriquecidos no Brasil, é possível que vegetarianos estritos brasileiros ingiram quantidades ainda mais baixas de cálcio.
Alguns estudos sugerem que a absorção de cálcio em uma dieta vegetariana estrita seja melhor que naquelas que incluem alimentos de origem animal. No entanto, é recomendado seguir o valor diário de 1000 mg. A tabela ao lado mostra exemplos de alimentos ricos em cálcio e de porções que incluem cerca de 10% do valor diário recomendado (IDR). A ADA aconselha a ingestão de ao menos 8 porções desse tipo ao dia.
Por sua vez, o doutor John McDougall explicou que as plantas, que estão carregadas de minerais em quantidades suficientes para construir os esqueletos dos maiores animais da terra (o elefante, o hipopótamo, a girafa, o cavalo, a vaca), possuem cálcio suficiente para desenvolver os ossos relativamente pequenos do ser humano. O doutor McDougall afirmou que a observação de que bilhões de pessoas desenvolvem esqueletos adultos normais sem consumir leite de vaca ou suplementos de cálcio deveria ser suficiente para deixar toda a gente descansada em relação à adequação de uma dieta vegetariana estrita, mas que infelizmente esse não é o caso, devido à propaganda enganosa da indústria do leite. Escreveu ainda sobre os inúmeros malefícios do consumo leite.
Entretanto, alguns livros têm vindo a alertar para os muitos perigos do consumo de leite, sendo de destacar Don't Drink Your Milk!: New Frightening Medical Facts About the World's Most Overrated Nutrient do Dr. Frank A. Oski, Milk - The Deadly Poison (Leite: alimento ou veneno?, na edição brasileira) de Brian Vigorita e Robert Cohen,  The China Study: The Most Comprehensive Study of Nutrition Ever Conducted and the Startling Implications for Diet, Weight Loss and Long-term Health do Dr. T. Colin Campbell, e Whitewash: The Disturbing Truth About Cow's Milk and Your Health de Joseph Keon.
As melhores fontes vegetarianas de cálcio são os vegetais e legumes de folhas verdes (brócolos, couve de Bruxelas, couve-galega etc.; a excepção é o espinafre, cujo cálcio é de difícil absorção), feijões, tofu, figos secos, amêndoas, castanha-do-pará, sementes de chia, sementes de sésamo, thaini, sementes de girassol e rabanetes. Dos alimentos referidos, os mais ricos são as sementes de chia (1,010 mg) e as sementes de sésamo (1,404 mg). Os «leites» vegetais também costumam conter cálcio. Muitos outros alimentos vegetarianos contêm cálcio, mas em menor quantidade que os atrás mencionados.

#### Ferro
Dado que o ferro de fontes vegetais é absorvido menos facilmente que o ferro de fontes animais, vegetarianos necessitam de uma ingestão diária de ferro maior do que os que comem carne vermelha e/ou peixe. O ferro está presente numa grande quantidade de alimentos vegetarianos, como por exemplo as lentilhas, feijão preto, feijão-frade,  feijão de soja, caju,  espinafre, as sementes de girassol, uva, uva-passa, açúcar mascavo, pão de trigo integral, vários cereais de pequeno-almoço (café da manhã), o feijão mong (também conhecido como feijão-da-china), o grão de bico, as sementes de abóbora, as passas, a quinoa e a beterraba.
Um vegetariano que tome 50 miligramas ou mais de vitamina C na mesma refeição em que consome alimentos ricos em ferro, faz com que a absorção de ferro duplique. A salsa é também bastante rica em ferro e outros minerais, assim como em várias vitaminas. Convém no entanto referir que a salsa deve ser consumida crua, já que parte das suas vitaminas se perde com a cozedura. Outro alimento muito aconselhável é a aveia, uma vez que para além de ser rica em ferro, ainda possui cálcio, proteínas, fibras e vitaminas.

#### Zinco
Nas dietas vegetarianas, o zinco pode ser obtido através de cereais integrais, nozes, pistaches, amêndoas, cajus, pinhões, castanha-do-pará (também conhecida como castanha-do-brasil), sementes de abóbora, sementes de sésamo, sementes de chia, sementes de linhaça, amaranto, cevada, vegetais de folhas verdes e ervilhas. As nozes e as sementes são os alimentos vegetarianos mais ricos em zinco.

#### Ômega 3
A ADA recomenda o consumo de 2 porções diárias de alimentos ricos em ômega 3, como por exemplo:
- sementes de chia (maior fonte de ômega 3 na Natureza)
- 1 colher de chá (5 ml) de óleo de linhaça;
- 3 colheres de sopa de óleo de canola ou de soja;
- 1 colher de sopa (15 ml) de linhaça moída;

Outras fontes vegetais de ómega 3 são: sementes de linhaça (também contêm ômega 6, mas em menor quantidade), sementes de chia, sementes de cânhamo, nozes, vegetais de folhas verdes (estes últimos em menor quantidade). Por sua vez, o ômega 6 pode ser obtido através de óleo de semente de uva, sementes ou óleo de girassol, sementes ou óleo de abóbora, sementes ou óleo de sésamo, cânhamo, nozes, feijão de soja, óleo de feijão de soja, etc.
Alguns alimentos vegetais contêm tanto ômega 3 como ômega 6. São eles: a soja, o cânhamo e as nozes. Os legumes de folhas verdes escuras (por exemplo espinafres, salsa, brócolis), e as algas, contêm pequenas quantidades dos ácidos graxos essenciais. As bebidas de soja e os iogurtes de soja, assim com algumas manteigas vegetais, também contêm ácidos graxos essenciais. É importante lembrar que a dieta vegetariana, tal como a dieta onívora, deve ser rica e variada.
O vegetarianismo não deve ser confundido com a chamada "alimentação natural", termo que é bastante impreciso e que pode ter significados diferentes, embora geralmente se refira a pessoas que consomem alimentos não processados. O vegetarianismo não tem nenhuma restrição, por exemplo, ao consumo do arroz branco ou da farinha de trigo branca. Não há nada na proposta do vegetarianismo que possa condenar os que se utilizam desses alimentos. A proposta do vegetarianismo é de uma dieta que não inclua carnes de qualquer tipo, incluindo ou não ovos, laticínios e mel.

## Justificativas para uma dieta vegetariana
Há diversas razões que levam uma pessoa a adotar uma dieta vegetariana, que vão desde não gostar de comer carne, passando por questões religiosas, até o respeito aos direitos animais. Os que são vegetarianos pelos animais geralmente optam também pelo veganismo, por ser uma filosofia mais condizente com os direitos animais. É importante enfatizar que vegetarianismo não tem necessariamente a ver com direitos animais, e que alguém pode ser vegetariano por qualquer outra razão. Algumas delas são: de saúde, ecológicas, éticas, econômicas e religiosas.
Muitos vegetarianos defendem que o ser humano está mais apto a consumir comida vegetariana do que a alimentar-se com a carne de animais. Diversos naturalistas célebres, como John Ray, Carolus Linnaeus, Georges Cuvier e Richard Owen sustentaram este ponto de vista.  John Ray, por exemplo disse: "o homem de maneira nenhuma tem a constituição de um ser carnívoro. A caça e a velocidade não são naturais para ele. O homem não tem nem os dentes pontiagudos nem as garras para matar a sua preza. Pelo contrário, as suas mãos são feitas para colher fruta, bagas e vegetais e os seus dentes apropriados para mastigá-los."
Através do exame da fisiologia e da anatomia humana, concluem que a dieta natural do homem é naturalmente vegetariana.
Um dos argumentos consiste em afirmar que o ser humano sente repugnância ao ver animais mortos e que o cheiro das carcaças animais não nos desperta apetite, ao passo que os animais que se alimentam de carne apreciam o cheiro da carne crua. Há muitos séculos que os vegetarianos desafiam os não vegetarianos a apanhar os animais que comem, a matá-los e a comê-los crus, tal como fazem os animais na natureza. Ver, por exemplo, os escritos de Plutarco Gassendi e de Percy Bysshe Shelley.
Em Portugal, a defesa deste ponto de vista era levada a cabo pelo médico Amílcar de Sousa:
| “ | Da velha confusão de teorias médicas, da grande época obscura do empirismo, como um dogma da ciência de então, uma forma errónea e cheia de preconceito, como se fora um mandado religioso e por isso mesmo eivado de má fé, surgiu com esta frase perturbante: "O homem é omnívoro". Como à boca se pode levar tudo que se queira, daí resultou essa monstruosidade deturpante da humanidade! [...] Desde a forma dos dentes à capacidade do estômago e às dimensões do intestino, como dados anatómicos em referência à comparação da série animal de que o homem é primaz – tudo demonstra que o género humano não é omnívoro. A dentadura é semelhante à dos símios antropoides que se alimentam de frutos; e se os obrigarmos a serem carnívoros, imediatamente estigmas de degenerescência se notam, doenças de pele, a queda dos pelos, o reumático e outras manifestações de artritismo. [...] A alimentação humana tem sido desvirtuada pelo preconceito. A carne não é o alimento do homem. Para o ser, devíamos poder matar os animais com as mãos e garras, e triturarmos os ossos ou lacerar os músculos ainda quentes com os dentes, como faz a hiena. Desprovidos de armas cortantes e do artifício da culinária, o homem não pode utilizar-se da carne nem do peixe. | ” |

### Pacifismo
Muitos vegetarianos dizem que o regime vegetariano torna as pessoas mais pacíficas. Esta ideia era frequente e tem muitos séculos de existência. Por exemplo, Ovídio, pôs Pitágoras a dizer que o costume de comer carne abriu a porta "a crimes de todo o género; porque foi sem dúvida pela carnificina desses animais que o ferro começou a ser ensanguentado.[...] É acostumar-nos a derramar o sangue humano degolar animais inocentes e ouvirmos sem piedade seus tristes gemidos." No Século XVIII, um personagem de uma novela de Voltaire diz assim: "Os homens alimentados de carnes e saciados de licores fortes, têm todos um sangue azedo e adusto que os torna loucos de cem maneiras diferentes: a sua principal demência é o furor de derramarem o sangue de seus irmãos e de devastarem planícies férteis para reinarem em cemitérios."
Este ponto de vista era igualmente defendido por Jean-Jacques Rousseau. No início do século XIX, Joseph Ritson escreveu, num ensaio, que o regime com carne torna as pessoas mais cruéis e ferozes e que o sacrifício de animais conduz ao sacrifício de humanos. Lord Byron também acreditava que a carne torna as pessoas ferozes. Este argumento ainda é muito utilizado em defesa do regime vegetariano. Também é um equivoco dizer que Adolf Hitler era vegetariano, pois no livro publicado pelo seu cozinheiro Dione Lucas intitulado "Gourmet Cooking School Cookbook" ele registra que seu prato favorito - aquele que Hitler costumava pedir - era Squab recheado (um filhote de pombo domesticado e de carne escura) e que fora prescrito várias vezes dietas vegetarianas pelos seus médicos por problemas de saúde.

### Saúde
Preocupação com a saúde, seja por aconselhamento médico ou por auto-iniciativa, é uma motivação para muitas pessoas seguirem um regime vegetariano. Uma dieta vegetariana equilibrada é geralmente eficaz em equilibrar os níveis de colesterol, reduzir o risco de doenças cardiovasculares e também evitar alguns tipos de cancro (câncer). , , 
Segundo estudos recentes, os vegetarianos têm menos probabilidade (43%, segundo recente pesquisa) de desenvolver cancros do que as pessoas que consomem carne.
De acordo com os cientistas, as carnes vermelhas e as carnes processadas, como o fiambre e o bacon estão ligadas à ocorrência de cancro do intestino, e 3,700 casos desta doença seriam prevenidos todos os anos no Reino Unido se toda a gente consumisse menos de 70g de carne processada por semana.
Segundo esse mesmo estudo, deixar de beber álcool, comer muita fruta, vegetais e fibra ajuda a prevenir o cancro dos intestinos.
Segundo a organização médica Physicians Committee for Responsible Medicine (PCRM), o consumo de carne contribui para uma maior ocorrência de impotência sexual, pois esse alimento entope as artérias, sendo aconselhada, pela organização, a adopção de uma dieta vegetariana como ajuda na resolução desse problema.
Outro aspecto relevante prende-se com a qualidade dos produtos animais que chegam ao mercado. Alguns animais criados para consumo humano são alimentados com uma quantidade significativa de hormônios de crescimento e antibióticos para resistirem às doenças, sendo a carne que chega à mesa, muitas vezes, de má qualidade. Por outro lado, a poluição dos mares e rios podem tornar a carne de peixe igualmente insegura. Todas as toxinas e os químicos que existem na água concentram-se no peixe, e quando ingerimos a sua carne ingerimos essas substâncias, que incluem mercúrio, chumbo, PCB’s (bifenilos policlorados), pesticidas, arsénico, e muitas outras. Cientistas da Harvard School of Public Health descobriram que o mercúrio existente no peixe pode causar danos irreversíveis no cérebro das crianças, tanto às que se encontram no útero, com às que estão em desenvolvimento.
Segundo o doutor Pedro Indíveri Colucci (1879-1987) o peixe, fresco ou seco, contém "grande quantidade de toxinas podrosas" e "pela tabela de análises dos corpos purínicos contidos nos diferentes alimentos, observa-se que a maioria dos peixes contém purinas em quantidade, em especial os pequenos, incluindo a truta, pois estes formam um grupo cujas purinas são em grau mais elevado do que as de vitela e de boi ou de vaca." Escreveu que o peixe seco, como por exemplo o bacalhau produz mais venenos que os peixes frescos. Acrescentou, ainda, que mariscos, moluscos e crustáceos são acidificantes, indigestos e contêm "purinas em quantidades que os tornam altamente tóxicos". Um terceiro ponto, nas razões de saúde, são as recorrentes crises da indústria alimentar, como a das vacas ou a da gripe aviária, que levam muitas pessoas a adotar uma dieta diferente.
Quanto aos vegetais, frutas, verduras e legumes também há a preocupação com a infinidade de agrotóxicos, que podem ser tão prejudiciais à saúde quanto os hormônios empregados nos animais.[carece de fontes?] Segundo o doutor Benjamin Spock, uma boa razão para consumirmos alimentos de origem vegetal é que os animais tendem a concentrar pesticidas e químicos na sua carne e leite, ao passo que os alimentos vegetais, mesmo não sendo orgânicos, contêm muito menos contaminação. De acordo com um estudo publicado no New England Jounal of Medicine, o leite de mães vegetarianas contém apenas 1 ou 2% dos pesticidas que foram encontrados no leite de mães não vegetarianas.
Devido ao processo de bioacumulação, os químicos têm tendência a acumular-se nos tecidos dos animais que estão mais alto na cadeia alimentar.
Por isso, quanto mais subimos na cadeia alimentar, mais concentrados se tornam os químicos tóxicos, o que leva a grandes quantidades destes na carne e no peixe. Por exemplo: a vaca, ao consumir plantas e grãos com pesticidas e outros poluentes, absorve essas substâncias, que se vão juntar com as drogas e hormônios geralmente administrados a esses animais; o peixe que comemos consumiu outro peixe mais pequeno que, por sua vez, consumiu algas contaminadas, e estes factores (entre outros) levam a que os não vegetarianos tenham um nível de pesticidas muito mais elevado do que os vegetarianos.
Ao comerem no topo da cadeia alimentar os seres humanos tornam-se os receptores da maior concentração de pesticidas venenosos. De facto, a carne contém 13 vezes mais DDT (químico para matar insectos) do que os alimentos vegetais.
Há que se ter muita higiene antes de preparar os alimentos, sejam eles quais forem, lembrando que os vegetais são uma fonte indispensável de vitaminas e de saúde. O consumo de carne e peixe é igualmente propício à propagação de parasitas, como por exemplo a ténia. Mesmo que a carne seja cozinhada, é frequente que as bactérias não sejam destruídas, sendo, estas, notáveis fontes de infecção.
De acordo com o Nutrition Institute of América, "a carne de uma carcaça animal está carregada de sangue tóxico". Mal o animal é morto, dá-se um processo de putrefacção e de decomposição extremamente rápido. Além disso, a carne em processo de decomposição, ao contrário da comida vegetariana, passa muito lentamente pelo sistema digestivo humano, estando em constante contacto com os órgãos digestivos.
O doutor José Lyon de Castro escreveu que a carne contem agentes tóxicos e numerosos venenos provenientes do catabolismo, que são altamente nocivos ao organismo. Acrescentou que mal o animal é abatido, se formam venenos devido à decomposição cadavérica, e que até no frigorífico, que aguenta a carne por algum tempo, esta altera-se a cada hora passada. Referiu que o fígado e os rins são os órgãos que mais se afectam pelo consumo frequente de carne, que é um alimento pobre em minerais, vitaminas, e em hidratos de carbono (exceptuando a gordura).
O doutor Pedro Indíveri Colucci (1879-1987), que desaconselhava todos os tipos de carne principalmente devido ao facto de esses alimentos produzirem ácido úrico, escreveu que "a carne proveniente dos animais novos, contem ainda mais purinas do que a de animais adultos, assim como todas as carnes denominadas brancas produzem mais ácido úrico do que as vermelhas" e que "a carne, seja de que espécie for, irrita o tubo digestivo e causa hipercloridria, a obstipação, a enterite mucomembranosa, a apendicite e torna-se particularmente perigosa para aqueles que têm os rins e o fígado alterados".
Hoje em dia, as vacas são estimuladas com uma hormona de crescimento bovino (rBGR) para produzirem cerca de dez vezes mais leite do que seria normal. Por isso, sofrem frequentemente de mastite, uma inflamação da glândula mamária que é muito dolorosa. Quase todo o leite é contaminado com pus, e, quando as vacas são tratadas com antibióticos, estes podem ser transferidos para os humanos através do leite. Os investigadores concluíram que um copo de leite de vaca contém desde uma a sete gotas de pus, o que é perigoso porque o pus contém bactérias.

### Vegetarianismo e o esporte
Não há evidencias de que as dietas vegetarianas tragam benefícios e nem prejuízo para a performance de atletas no esporte, em relação a potencia e força muscular, capacidade aeróbia ou anaeróbia. Portanto, apesar dos benefícios  gerais de dietas vegetarianas, elas não seriam superiores e nem inferiores a dietas onívoras, visando a performance no esporte.[carece de fontes?]
Um artigo do Internacional Journal of Food Properties, aponta alguns benefícios de dietas vegetarianas para o metabolismo dos atletas, como: melhoria na circulação sanguínea dos músculos, reduzindo o estresse oxidativo que resulta em danos musculares, reduzindo inflamações e melhorando o armazenamento de glicogênio.
De acordo com a revista Nutrients, menor viscosidade sanguínea -> melhora fluxo, oxigenação de tecidos -> melhor performance. Melhor flexibilidade de artérias (complacência e elasticidade), enquanto low carb e alto consumo de gorduras saturadas pioram. Com isso, tendo a redução da adiposidade a chances de um menor risco de aterosclerose e doenças metabólicas. Sendo assim, obtendo um maior endurance, tendo uma maior capacidade aeróbica máxima e submáxima.

### Ecologia
A motivação aqui é racionalizar a utilização dos recursos naturais para a obtenção de alimentos. Um vegetariano reduz um elo da cadeia alimentar, tornando-a mais eficiente e, conseqüentemente, reduzindo o impacto ambiental da sua alimentação.As frutas, os cereais e os vegetais exigem 95% menos de matérias-primas para serem produzidas. Além disso, é necessária muito mais energia fóssil para produzir e transportar carne do que para produzir uma porção idêntica de proteínas de origem vegetal. Para se produzir 1 caloria de proteína a partir de feijões de soja são necessárias 2 calorias de combustível fóssil, enquanto que para se produzir uma caloria de proteína a partir de bife são necessárias 54 calorias de combustível fóssil.
Para produzir carne, é necessário cultivar plantas que alimentarão o gado, que por sua vez irá alimentar o homem. Durante o passo de alimentação do gado, foram gastos recursos como a água, energia e tempo, que poderiam ter sido poupados se o homem consumisse diretamente os vegetais. São necessários 18 quilos de cereal para produzir um quilo de carne, e um acre de terra se for utilizada para cultivar cereais pode produzir cinco vezes mais proteína do que se for utilizada para produzir carne. Com 2,5 acres de terra pode-se produzir repolho para alimentar 23 pessoas, batatas para alimentar 22 pessoas, arroz para alimentar 19 pessoas, milho para alimentar 17 pessoas, trigo para alimentar 15 pessoas, ou então, galinha para alimentar 2 pessoas, leite para alimentar 2 pessoas, ovos para alimentar 1 pessoa ou bife para alimentar 1 pessoa.
Logo, é possível alimentar muito mais pessoas, com um custo muito mais reduzido para o ambiente se produzirmos alimentos vegetarianos. Ainda a este propósito disse Rajendra Pachauri, Premio Nobel da Paz, que "se cada vez mais pessoas comerem mais carne, não haverá cereais suficientes para a produzir, porque a conversão de calorias dos cereais em calorias da carne é muito pouco eficiente".
Outro exemplo: segundo a FAO (Organização das Nações Unidas para Agricultura e Alimentação), para produzir 1 quilograma de carne bovina são gastos, aproximadamente, 15 000 litros de água (considerando o consumo do animal durante sua vida dividido pelo rendimento bruto de sua carne). Para produzir 1 quilograma de soja, são gastos menos de 1 300 litros de água, cerca de 10% do volume de água necessário para se produzir um quilograma de carne bovina. A economia de água é, portanto, superior a 90%.
Ou seja, se consumíssemos directamente a soja, em vez de a darmos aos animais, também pouparíamos quantidades imensas de água, uma vez que cultivar soja requer muito menos água do que a que é necessária para criar animais para consumo: a substituição mensal de 1,6 quilos de carne pelo equivalente de soja pouparia 75 mil litros de água anualmente, e se 20% dos agregados familiares nos Estados Unidos e no Canadá substituíssem semanalmente 113 gramas de carne de vaca pela mesma quantidade de soja, poupava-se anualmente água suficiente para fornecer 10 galões de água potável para cada pessoa do mundo.
Ainda de acordo com a FAO (estudo de 2006), a produção mundial de carne é responsável por 18% dos gases que causam efeito estufa, ou seja, mais do que todos os meios de transportes mundiais juntos.
No entanto, em 2009, dois cientistas do Banco Mundial corrigiram e recalcularam os referidos dados para o Instituto World Watch, concluindo que a FAO, que é promotora do aumento do consumo de carne, não analisou correctamente todos os aspectos, pois, após a correcção dos erros e o ajustamento dos dados a conclusão dos cientistas foi que a pecuária e os seus subprodutos são causadores de, pelo menos 51% dos gases causadores do efeito de estufa. A quantidade de gases de carbono causadores de efeito de estufa libertada por conduzir um típico carro americano durante um dia são 3 quilogramas; ao passo que a quantidade de desses mesmos gases libertada pela queima e desmatamento de uma área de floresta tropical da Costa Rica suficiente para produzir bife para apenas um hambúrguer são 75 quilogramas
Perto de um terço da superfície terrestre do planeta é dedicada à criação de gado. Anualmente cerca de 200.000 quilómetros quadrados de florestas tropicais são destruídas para criação de pastos para gado, conduzindo à desertificação e extinção de aproximadamente 1000 espécies de plantas e animais. As florestas tropicais também estão a ser destruídas para produzir soja, sendo que cerca de 80% da soja mundial é utilizada para alimentar animais para consumo humano em vez de ser consumida directamente pelos humanos.
Se consumíssemos essa soja em vez de a usarmos para alimentar animais que, posteriormente serão comidos, eliminaríamos a necessidade de destruir as restantes florestas tropicais, pois existe um enorme desperdício no processo de produção de carne. De facto, apenas o gado dos Estados Unidos consome anualmente tanta soja e grão que seria suficiente para alimentar toda a população humana cinco vezes. 1 400 000 000 é o número de pessoas que poderiam ser alimentadas com o grão e os feijões de soja que são comidos apenas pelo gado dos Estados Unidos (onde vive 4% da população mundial).
A Amazónia continua a ser desbravada a uma taxa de 25 000 quilómetros quadrados por ano para criação de gado e cultivo de soja para alimentar animais (ou seja, 11 acres de floresta são derrubados a cada minuto). Devido à redução das barreiras comerciais, o mundo passou a ser um mercado único, sendo que o aumento do consumo de carne faz com que florestas de outros países sejam destruídas para cultivar soja para alimentar animais e assim, o nosso consumo de carne contribui, de forma indirecta, para a desflorestação no estrangeiro e para a consequente perda de biodiversidade. A destruição das árvores, por sua vez, vem a causar danos ambientais, pois estas deixam de absorver o dióxido de carbono.
Outro problema grave resultante do consumo de carne, são os excrementos que o elevado número de animais produz, o que não acontece na produção de alimentos de origem vegetal. Os animais criados para comer produzem 130 vezes mais excrementos do que toda a população dos Estados Unidos. Quanto ao peixe, segundo um estudo publicado na revista Science, se a situação se mantiver assim, no ano 2048 não haverá mais peixe no mar. E o peixe criado em viveiro, tendencialmente, possui níveis mais elevados de metais pesados e gera uma quantidade de fezes equivalente a uma cidade de 65 mil pessoas a despejar esgotos sem tratamento directamente no mar.

### Ética
Muitos vegetarianos não concebem o homem como superior ao animal, do ponto de vista do direito à vida. Ou seja, não é justo tirar a vida a um animal para alimentar uma pessoa, especialmente quando a vida dessa pessoa não depende da vida do animal. Portanto, os animais e os seres humanos devem coexistir. Outro aspecto refere-se à forma como os animais são tratados. Os animais produzidos pela indústria agropecuária moderna são confinados em pequenos espaços, alimentados de forma artificial e tratados por vezes de forma brutal durante o transporte ou antes do abate.
Hoje em dia, as vacas são ordenhadas por uma máquina quase todos os dias do ano, inclusive enquanto estão grávidas, e devido às exigências não naturais que são impostas ao seu metabolismo, andam mal nutridas, sofrem de falta de cálcio e magnésio, e chegam a um ponto de colapso físico após quatro anos (altura em que são mortas). As suas crias são lhes retiradas para que fiquemos com o seu leite. É um momento muito traumático e doloroso para ambas e ficam a chamar uma pela outra até não poderem mais.
As vitelas de leite, depois de serem separadas das suas mães vivem durante dezasseis semanas em celas de madeira tão estreitas e desconfortáveis que não se podem mexer, isto para que não desenvolvam os músculos e para que assim a sua carne fique tenra. São alimentadas com um substituto de leite pouco nutritivo e pobre em ferro para que fiquem anémicas e para que assim a sua carne se mantenha esbranquiçada. Este tipo de carne é adquirido a preços exorbitantes por restaurantes de luxo.
Apesar de a indústria da carne alegar que os animais são bem tratados e mortos de forma indolor, a verdade é outra. Filmagens clandestinas documentam crueldade gratuita em diversos matadouros. Na Family Farms, na Pensilvânia, classificada como um fornecedor de carne de qualidade, viu-se trabalhadores a atirarem leitões pelo ar violentamente, batendo-lhes com marretas cravadas de pregos, pegando-os pelas orelhas e pelas caudas; viu-se ainda as suas caudas as serem cortadas com alicates e os seus testículos a serem arrancados à mão (tudo sem anestesia ou cuidado veterinário), e leitões doentes a serem sufocados até à morte em câmaras.
Num matadouro do Kentucky Fried Chicken, empresa que se diz "comprometida com o bem-estar e no tratamento humano das galinhas", documentou-se trabalhadores a arrancarem a cabeça a aves vivas, a deitarem-lhes tabaco para os olhos, a atirarem-nas com violência contra a parede, a pontapearem-nas e a saltarem em cima delas a ponto de rebentarem e se ver intestinos pelos chão. Muitas outras investigações clandestinas em vários matadouros diferentes documentaram o mesmo tipo de crueldade.
Existem, ainda, estudos que provam que a existência de matadouros aumenta a violência na sociedade. Outros estudos mostram que muitos criminosos violentos cometeram actos cruéis com animais.

### Economia
A base alimentar do vegetarianismo consiste em alimentos de um nível inferior da cadeia alimentar, os legumes, frutos e grãos, mais baratos do que a carne ou o peixe, quando de qualidades comparáveis. Os alimentos vegetarianos processados, como o tofu ou o seitan, são, muitas vezes, produzidos pelos próprios consumidores em casa. As razões econômicas não costumam, isoladamente, motivar uma pessoa a adaptar a dieta vegetariana, mas contribui muitas vezes, ao lado de outras motivações, para a mudança de regime alimentar, ou a sua manutenção.[carece de fontes?]
Por outro lado, o consumo/produção de carne movimenta bilhões de dólares por ano, com a adoção do vegetarianismo estados pecuaristas (como é o caso,  no Brasil, de Goiás, Rio Grande do Sul e Mato Grosso do Sul) teriam suas receitas comprometidas, além da significativa queda na geração de emprego e renda, pois a criação de animais para abate é a única fonte de receita para cerca de 20 milhões de pessoas no mundo, segundo um relatório da Organização das Nações Unidas sobre o assunto. Além dos estados citados, ficaria comprometida a economia brasileira como um todo, uma vez que o Brasil exporta, em média, 63 milhões de dólares em carne por dia, que, em decorrência da Operação Carne Fraca, chegou a registrar uma exportação diária de 74 mil dólares consoante informação do Ministério do Desenvolvimento brasileiro, ou seja, a queda na exportação de carne registrou um prejuízo para a economia brasileira de US$ 62.926.000 (dólares) diários.
Se por um lado a queda na produção de carne enfraqueceria a economia, o aumento da produção de grãos, sobretudo os transgênicos que movimentam 57,9 bilhões de reais por ano só no Brasil, poderia fortalecer a economia novamente. No entanto, o consumo de petróleo aumentaria (para fabricar fertilizantes, tecidos sintéticos e transportar áreas sem potencial agrícola), o que poderia gerar uma crise energética, além dos problemas ambientais decorrentes do uso de derivados de petróleo. Há ainda a preocupação com o próprio plantio dos grãos transgênicos, cujos efeitos, particularmente sobre os componentes da biodiversidade, são difíceis de estimar, bem como o custo de uma possível recuperação ambiental.

### Religião
As motivações religiosas são, muitas vezes, revestidas de grande complexidade. Jainistas, o movimento Hare Krishna, budistas, hindus, a sociedade teosófica (por influência das duas últimas religiões), espíritas kardecistas, cristãos rosa-cruzes e Adventistas do Sétimo Dia podem ser tipicamente conotados com o vegetarianismo, mas as motivações não são necessariamente imposições religiosas (isto é, comer carne não é necessariamente visto como um pecado, por exemplo). Muitos budistas preferem a dieta vegetariana porque defendem a não violência, o que é, portanto, uma motivação ética, enquanto outros mantêm a carne animal em suas dietas em face do princípio da não  diferenciação, pois entendem que, na agricultura, também são mortos diversos pequenos animais.
Muitos adventistas escolhem e aconselham a dieta vegetariana porque a veem como mais saudável e, portanto, vantajosa para o corpo terreno - o que é, consequentemente, uma motivação de saúde. Dentro do movimento espírita-kardecista, alguns decidem optar pela alimentação isenta de carne sem o pretexto de se autodenominarem vegetarianos, decisão advinda da visão da sublimação do ser, que pode implicar, no indivíduo, a inclinação à eliminação da carne na obtenção de energia para a vida da matéria, sendo assim uma opção individual mais moral que religiosa.